# Aerogrammus procerus
Aerogrammus procerus är en skalbaggsart som först beskrevs av Francis Polkinghorne Pascoe 1866.  Aerogrammus procerus ingår i släktet Aerogrammus och familjen långhorningar.
Artens utbredningsområde är:
- Laos.
- Burma.

Inga underarter finns listade i Catalogue of Life.